# Ferreirinho-relógio
Ferreirinho-relógio (nome científico: Todirostrum cinereum) é uma espécie de ave da família dos tiranídeos. É encontrada em diversos países das Américas do Sul e Central, além do México.